# 조건수
수치해석 분야에서 함수의 조건수(condition number)는 argument에서의 작은 변화의 비율에 대해 함수가 얼마나 변화할 수 있는지에 대한 argument measure이다. 여기서 "함수"는 문제의 해를 의미하며, "argument"는 문제에서의 데이터를 의미한다. 작은 조건수를 갖는 문제를 "well-conditioned"라고 하며, 큰 조건수를 갖는 문제를 "ill-conditioned"라고 한다. 조건수는 문제의 고유한 성질이다.

## 행렬
예를 들어, 선형방정식 {\displaystyle \mathbf {Ax} =\mathbf {b} }에서의 조건수는 근사해에 의한 x가 얼마나 부정확할지에 대한 범위를 알려준다. 이는 계산과정에서 round-off error에 의한 효과를 말하는 것이 아니다. conditioning은 행렬의 고유한 성질일 뿐, 컴퓨터의 알고리즘이나 소수점 정확도와는 관계가 없다. 구체적으로, 조건수는 b의 변화에 따라 해 x의 변화율이 얼마나 변하는지에 대한 것이다. 따라서 조건수가 크면 b에서 작은 오차가 있더라도 x에서는 큰 오차가 발생할 것이다. 반대로, 조건수가 작으면 해 x의 오차도 b의 오차보다 그리 크지는 않을 것이다.
e를 b의 오차라고 하자. A는 정사각행렬이라 하고, {\displaystyle {{\mathbf {A} }^{-1}}\mathbf {b} } 의 오차는 {\displaystyle {{\mathbf {A} }^{-1}}\mathbf {e} } 라고 하자. b의 상대오차에 대한 해의 상대오차비율은
{\displaystyle {\frac {\Vert A^{-1}e\Vert /\Vert A^{-1}b\Vert }{\Vert e\Vert /\Vert b\Vert }}.}

## 같이 보기
- 힐베르트 행렬
- 잘못 설정된 문제
- 특잇값